# 키레네 (신화)

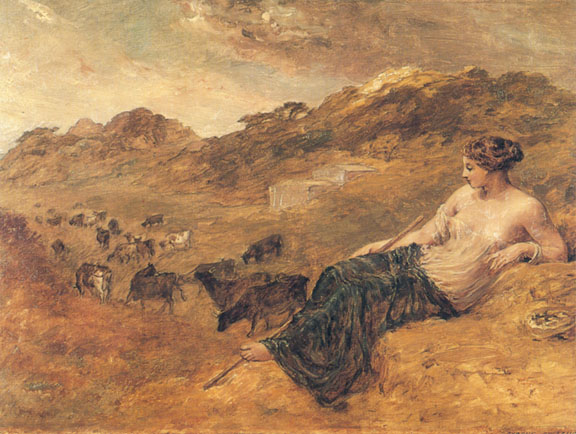

키레네(Cyrene)는 그리스 신화에 나오는 님프이다.
강의 신 페네오스의 아들이자 라피테스족의 왕인 힙세우스가 물의 님프와의 사이에서 낳은 딸이다. 보이오티아 지방의 오르코메노스 왕 아타마스의 세 번째 아내가 된 테미스토와 아스티아구이아의 자매로서 미모가 뛰어났으며 사냥을 잘하였다. 테살리아 지방의 펠리온 산에서 아버지의 가축을 해치는 사자와 맨손으로 격투를 벌였는데, 마침 전차를 타고 지나가던 아폴론이 그 광경을 보고 반하여 키레네를 전차에 태우고는 북아프리카의 리비아로 데려갔다. 아폴론은 그 곳에 키레네의 이름을 딴 도시를 세운 뒤 여왕으로 삼았다고 한다. 리비아의 키레네 시는 그리스 테라 섬의 식민시로서 그리스에 곡물을 공급하는 곡창지대였으며, 키레네 고대유적에서 아폴론의 신전 등이 발굴되었다.
키레네는 아폴론과의 사이에서 아리스타이오스와 이드몬 두 아들을 낳았다. 이드몬은 멜람푸스의 아들인 아바스의 아들이라고도 한다. 또 군신 아레스와의 사이에서 트라키아 지방에 살던 비스톤인의 왕 디오메데스를 낳았다.